# Bothrops
Bothrops – rodzaj jadowitych węży z podrodziny grzechotników (Crotalinae) w rodzinie żmijowatych (Viperidae). Nazwa rodzajowa, Bothrops, wywodzi się od greckich słów βόθρος, bothros, oznaczających „wgłębienie” i ὄψ, ops, oznaczających „oko” lub „twarz”, razem stanowiących aluzję do wrażliwych na ciepło receptorów. Węże tego rodzaju są odpowiedzialne za więcej zgonów ludzi w obu Amerykach niż jakakolwiek inna grupa jadowitych węży. Obecnie rozpoznaje się 48 gatunków.

## Zasięg występowania
Większość gatunków żyje na terenach Ameryki Południowej na wschód od Andów, z wyjątkiem południowej i środkowej Argentyny. B. osbornei, B. punctatus i B. asper zasiedlają też obszary Peru, Ekwadoru i Kolumbii na zachód od Andów, a B. asper zasiedla także Amerykę Centralną od Panamy po Meksyk. Dwa gatunki żyją na wyspach na Morzu Karaibskim (B. caribbaeus na Saint Lucia, B. lanceolatus na Martynice).

## Biotop
Ich środowiskiem są bujne lasy tropikalne. Są wężami nadrzewnymi, które spędzają prawie całe swoje życie wśród nisko położonych gałęzi drzew, szczególnie w pobliżu rzek i strumieni lub na skraju lasu.

## Wygląd
Długość węża wynosi od 45 cm do 220 cm. Ich głowa jest szeroka i wyraźnie odcina się od części szyjnej. Najbardziej charakterystyczną cechą tych węży jest rząd kolczastych łusek nad każdym okiem, które wyglądem przypominają brwi. Gatunki żararak mają bardzo różnorodne ubarwienie. Znane są formy całkowicie rudobrązowe, które posiadają rozmaite czarne, białe lub czerwone plamki, istnieją też gatunki szarobrązowe lub cytrynowożółte.

## Metoda polowania
Żararaki prowadzą nocny tryb życia i żywią się prawie wszystkimi drobnymi zwierzętami, które żyją w ich środowisku. Mogą polować na małe ssaki, ptaki i ich pisklęta, jaszczurki i żaby. Wąż, leżąc spokojnie, czeka na ofiarę, którą chwyta pyskiem i trzyma, dopóki nie zadziała jego jad, co zwykle jest sprawą kilku minut.
Jad węża działa, wywołując u ofiary silny krwotok wewnętrzny. Następnie zdobycz jest połykana w całości.
Wszystkie gatunki mają jedną wspólną cechę – posiadają po każdej stronie głowy pod oczami jamki, które wyglądają jak duże otwory nosowe. Cienka błona, która wyściela dno jamek, jest usiana receptorami (w liczbie od 500–1500 na mm²), które mogą rejestrować małe różnice temperatury. Receptory te są tak czułe, że potrafią wykryć różnice temperatur sięgające 0,002 °C i umożliwiają wężom zlokalizowanie obiektów o 0,1 °C cieplejszych lub zimniejszych niż otoczenie. Błona i receptory w jamkach funkcjonują podobnie jak źrenica w oku. Położona nad nimi warga rzuca cienie cieplne, tak by wąż mógł określić kierunek, z którego dochodzi ciepło, a ponieważ pola widzenia dwóch jamek zachodzą na siebie, zwierzę odczuwa bodźce temperaturowe stereoskopowo.
Dawniej uważano, że jamki są narządami węchu lub słuchu (węże nie mają uszu). Sugerowano też, że mogą być organami rejestrującymi wibracje powietrza o niskiej częstotliwości. Dopiero w roku 1892 zauważono, że grzechotnika przyciąga zapalona zapałka. Następnie odkryto, że pytony mają na wargach receptory, które są wrażliwe na ciepło. Pierwsze eksperymenty na grzechotnikach rozwiały ostatnie wątpliwości co do roli jamek, jako detektorów temperatury.
Żararaki są wężami jadowitymi. Atakują one jednak tylko wtedy, gdy są sprowokowane lub złapane.
Węże tego rodzaju są odpowiedzialne za więcej ofiar śmiertelnych w obu Amerykach niż jakakolwiek inna grupa jadowitych węży. Pod tym względem najważniejszymi gatunkami są B. asper, B. atrox i B. jararaca. Bez leczenia śmiertelność szacuje się na około 7%, ale po leczeniu zmniejsza się do 0,5–3%.
Typowe objawy zatrucia obustronnego obejmują natychmiastowy piekący ból, zawroty głowy, nudności, wymioty, pocenie się, ból głowy, masywny obrzęk ugryzionej kończyny, krwotoczne pęcherzyki, miejscową martwicę, krwawienie z nosa i dziąseł, wybroczyny, rumień, niedociśnienie, tachykardię, koagulopatię z hipofibrinogenemią i małopłytkowość, hematemesis, smoliste stolce, krwawienie z nosa, krwiomocz, krwotok śródmózgowy i niewydolność nerek wtórną do niedociśnienia i dwustronnej korowej martwicy. Zwykle wokół miejsca ukąszenia występuje przebarwienie, a na tułowiu lub kończynach mogą pojawić się wysypki.
Ogólnie śmierć jest następstwem niedociśnienia wtórnego, niewydolności nerek i krwotoku wewnątrzczaszkowego.
Tak jak prawie wszystkie grzechotnikowate, żararaki rodzą w pełni uformowane młode. Do kopulacji dochodzi wśród gałęzi, samica po zapłodnieniu zatrzymuje jaja w swym ciele. W przeciwieństwie do jaj większości węży, które są otoczone pergaminową osłonką, zarodki żararaki otacza cienka, przezroczysta błona. Każdego roku samica może wydać na świat 12 lub więcej młodych. Świeżo urodzone potomstwo jest wyposażone w aparat jadowy i poluje na małe jaszczurki i żabki, dopóki nie urośnie do takiej wielkości, aby móc dawać sobie radę z większą zdobyczą. Żararaki łatwo rozmnażają się w niewoli i często mogą żyć w takich warunkach ponad 16 lat.

## Systematyka

### Etymologia
- Bothrops: gr. βoθρος bothros „rów, wgłębienie”[10]; ωψ ōps, ωπος ōpos „oko”[11].
- Bothriopsis: rodzaj Bothrops Wagler, 1824; gr. οψις opsis „wygląd”[11][3]. Gatunek typowy: Bothriopsis quadriscutatus Peters, 1861 (= Bothrops taeniatus Wagler, 1824).
- Rhinocerophis: gr. ῥις rhis, ῥινος rhinos „nos, pysk”[12]; κερας keras, κερατος keratos „róg”[13]; οφις ophis, οφεως opheōs „wąż”[14]. Gatunek typowy: Rhinocerophis nasus Garman, 1881 (= Bothrops ammodytoides Leybold, 1873).
- Bothropoides: rodzaj Bothrops Wagler, 1824; gr. -οιδης -oidēs „przypominający”[5]. Gatunek typowy: Bothrops neuwiedi Wagler, 1824.

### Podział systematyczny
Do rodzaju należą następujące gatunki:

- Bothrops alcatraz Marques, Martins & Sazima, 2002
- Bothrops alternatus Duméril, Bibron & Duméril, 1854 – żararaka urutu[15]
- Bothrops ammodytoides Leybold, 1873
- Bothrops asper (Garman, 1883)
- Bothrops atrox (Linnaeus, 1758) – żararaka lancetowata[15]
- Bothrops ayerbei Folleco-Fernandez, 2010
- Bothrops barnetti Parker, 1938
- Bothrops bilineatus (Wied-Neuwied, 1821) – żararaka paskowana[15], żararaka zielona[16]
- Bothrops brazili Hoge, 1954 – żararaka brazylijska[17]
- Bothrops caribbaeus (Garman, 1887)
- Bothrops chloromelas (Boulenger, 1912)
- Bothrops cotiara (Gomes, 1913)
- Bothrops diporus Cope, 1862
- Bothrops erythromelas (Amaral, 1923)
- Bothrops fonsecai Hoge & Belluomini, 1959
- Bothrops germanoi Barbo, Booker, Duarte, Chaluppe, Portes-Junior, Franco & Grazziotin, 2022
- Bothrops insularis (Amaral, 1922) – żararaka wyspowa[15]
- Bothrops itapetiningae (Boulenger, 1907) – żararaka kotiarinia[16]
- Bothrops jabrensis Barbo, Grazziotin, Pereira-Filho, Freitas, Abrantes & Kokubum, 2022
- Bothrops jararaca (Wied-Neuwied, 1824) – żararaka pospolita[15][16]
- Bothrops jararacussu Lacerda, 1884 – żararaka żararakusu[17]
- Bothrops jonathani Harvey, 1994
- Bothrops lanceolatus (Bonnaterre, 1790)
- Bothrops leucurus Wagler, 1824
- Bothrops lutzi (Miranda-Ribeiro, 1915)
- Bothrops marajoensis Hoge, 1966
- Bothrops marmoratus da Silva & Rodrigues, 2008
- Bothrops mattogrossensis Amaral, 1925
- Bothrops medusa (Sternfeld, 1920)
- Bothrops monsignifer Timms, Chaparro, Venegas, Salazar-Valenzuela, Scrocchi, Cuevas, Leynaud & Carrasco, 2019
- Bothrops moojeni Hoge, 1966
- Bothrops muriciensis Ferrarezzi & Freire, 2001
- Bothrops neuwiedi Wagler, 1824
- Bothrops oligobalius Dal Vechio, Prates, Grazziotin, Graboski & Rodrigues, 2021
- Bothrops oligolepis (Werner, 1901)
- Bothrops osbornei Freire-Lascano, 1991
- Bothrops otavioi Barbo, Grazziotin, Sazima, Martins & Sawaya, 2012
- Bothrops pauloensis Amaral, 1925
- Bothrops pictus (Tschudi, 1845)
- Bothrops pirajai Amaral, 1923
- Bothrops pubescens (Cope, 1870)
- Bothrops pulcher (Peters, 1862)
- Bothrops punctatus (Garcia, 1896)
- Bothrops sanctaecrucis Hoge, 1966
- Bothrops sazimai Barbo, Gasparini, Almeida, Zaher, Grazziotin, Gusmão, Ferrarini & Sawaya, 2016
- Bothrops sonene Carrasco, Grazziotin, Cruz-Farfán, Koch, Ochoa, Scrocchi, Leynaud & Chaparro, 2019
- Bothrops taeniatus Wagler, 1824 – żararaka żółtopasa[17]
- Bothrops venezuelensis Sandner-Montilla, 1952 – żararaka wenezuelska[16]

Fenwick i współpracownicy (2009) przenieśli tradycyjnie zaliczane do rodzaju Bothrops gatunki B. alternatus (żararaka urutu), B. ammodytoides, B. cotiara, B. fonsecai, B. itapetiningae i B. jonathani do rodzaju Rhinocerophis, a gatunki Bothrops alcatraz, B. diporus, B. erythromelas, B. insularis (żararaka wyspowa), B. jararaca (żararaka), B. lutzi, B. matogrossensis, B. neuwiedi, B. pauloensis i B. pubescens – do rodzaju Bothropoides. Z analizy filogenetycznej przeprowadzonej przez Carrasco i jego współpracowników (2012) wynika jednak, że gatunki pozostawione przez Fenwick i jej współpracowników (2009) w rodzaju Bothrops nie tworzą kladu, do którego nie należeliby również przedstawiciele rodzajów Bothriopsis, Bothropoides i Rhinocerophis; autorzy na tej podstawie zsynonimizowali te trzy rodzaje z rodzajem Bothrops, przenosząc wszystkie zaliczane do nich gatunki do tego ostatniego rodzaju. Campbell i Lamar (2004) przenieśli gatunek B. colombianus do rodzaju Bothrocophias.